# Morten Blumensaat
Morten Blumensaat (født 13 juni 1963) er en tidligere dansk atlet. Han var medlem Silkeborg AK-77 og har været klubbens formand i flere år.
Morten Blumensaat er ansat som gruppeleder i Handelsbanken Finans.

## Danske mesterskaber
- Bronze 1989 110 meter hæk 14.98
- Sølv 1989 Tikamp 7237p
- Guld 1985 Tikamp 7402p
- Guld 1983 Tikamp

## Personlige rekorder
- 110 meter hæk: 14,98 12. august 1989 Østerbro Stadion
- 200 meter hæk: 24,96 10. juli 1984 Århus Stadion
- 400 meter hæk: 55,25 Århus, 26. maj 1992 Århus Stadion
- Længdespring: 7,10 12. juni 1982 Åbenrå Stadion
- Spydkast: 62,62 20 august 1989 Århus Stadion
- Femkamp: 3677p 3. maj 1985 Vejle Stadion
- Tikamp: 7402p (11,1 +0,8 – 6,73 +1,1 – 12,21 – 1,90 – 50,0 / 14,9 +1,9 – 38,36 – 4,50 – 62,34 – 4,32,5) 13/14. juli 1985 Esbjerg Atletikstadion [1] Dansk U23-rekord